# Сівас – Адияман – Мерсін
Сівас – Адияман – Мерсін – трубопровідна система, що забезпечує природним газом ряд турецьких провінцій в центрально-південній частині країни.
У 2001 році зі сходу Туреччини до столиці пройшов новий потужний газопровід Тебриз – Анкара, яким розпочались поставки іранського газу. А в 2005-му від нього з району Сівас проклали відгалуження на південь через Малатію до Адияману. Від останнього траса завертала на захід та подавала блакитне паливо спочатку до Газіантепу, а потім в приморський район до Адани та Мерсіну. При цьому основну ділянку виконали в діаметрі 1000 мм, відводи – 400-600 мм. Загальна довжина системи склала 527 км.
У 2007 році від Адияману потягнули газопровід у протилежному напрямку на схід до Діярбакиру. У другій половині 2010-х років він повинен досягти Іраку, що дозволить створити ще одне джерело постачання блакитного палива до Туреччини, при цьому трубопровід Сівас – Адияман буде виконувати роль зв’язуючої ланки з газотранспортної системою країни.
Також в районі Газіантепа блакитне паливо передається до трубопроводу Газіантеп – Кіліс/Антак'я. 